# Thierry de Barsy
Pour les articles homonymes, voir Barsy.
 (décembre 2016).
Si vous disposez d'ouvrages ou d'articles de référence ou si vous connaissez des sites web de qualité traitant du thème abordé ici, merci de compléter l'article en donnant les références utiles à sa vérifiabilité et en les liant à la section « Notes et références ».
Le baron Thierry de Barsy est un professeur neurologue belge né le 22 janvier 1941 à Berchem (Anvers) et mort le 14 décembre 2016.

## Biographie
Il est diplômé docteur en médecine à l'UCL en 1965, spécialisé en neuropsychiatrie en 1969 après avoir été formé à l'institut Bunge à Anvers chez le Professeur Baron van Bogaert. Aspirant du FNRS, il retourne dans le laboratoire du Professeur Christian de Duve à l'UCL pour y étudier les glycogénoses (maladie de Pompe) et les maladies lysosomiales. 
Déjà chargé de cours et professeur, il sera nommé professeur ordinaire à l'UCL en 1995. Il prendra sa retraite en 2004, mais restera actif en tant que professeur invité jusqu'en 2006 et en tant que consultant externe aux cliniques universitaires Saint Luc jusqu'en 2010.[réf. nécessaire]
Son épouse, la baronne Anne-Marie de Cannart d’Hamale, est également neurologue et professeur à l'université d'Anvers.
Il décède le 14 décembre 2016 à l'âge de 75 ans.

## Mandats
- 1970 - 2016: Membre et ancien Président de la Chapelle OLV. Lof en l'église cathédrale d'Anvers
- 1972 - 2016: Membre et ancien Président du Groupement Belge de Neuropathologie
- 1982: Membre du Club Médical de Bruxelles
- 1984 : Président de la Société belge de Neurologie
- 1990 - 2016 : Président de la Fondation médicale Reine Élisabeth
- 1995 - 2014: Administrateur de l'Œuvre Belge du Calvaire
- 1997-2004 : Président de la Ligue belge contre l'épilepsie
- 1999 - 2006: Administrateur de l'Institut Neurologique Belge
- 2004 - 2016: Administrateur et membre de l'assemblée générale des « Institutions adjointes au Centre Neurologique William Lennox »
- 2004 - 2015: Administrateur jusqu'en 2004 puis membre de l'assemblée générale, du Farra-Clerande à Ottignies
- 2005 - 2008: Administrateur de « Baluchon Alzheimer Belgique »
- 2005 - 2011: Administrateur du Foyer Saint François à Namur
- 2005 - 2016 : Membre invité du comité d'éthique hospitalo-facultaire de l'UCL
- 2006 - 2015: Administrateur de la « Ziekenhuis Inkendaal », revalidatiecentrum, Vlezenbeek
- 2007 : Président de l'Académie de médecine[7]

Membre de plusieurs sociétés scientifiques, il a également présidé la Commission ministérielle d'agrément en neurologie pendant 10 ans et était administrateur de la Fondation Reine Fabiola pour la Santé Mentale.
Il a été pendant 13 ans représentant de la Belgique à l'Union européenne des Médecins spécialistes (UEMS).

## Distinctions
En 1990, il obtient, du roi Baudouin, concession de noblesse et autorisation de porter les armes figurant sur la pierre tombale de son sextaïeul, Bernard de Barsy. 
Il a ensuite été élevé au titre personnel de baron par le roi Albert II en 2007. Sa devise est « Primum servire » en latin, ce qui signifie « Servir d'abord ». Son épouse, Anne-Marie de Camart d'Hamale, a bénéficié également d'une concession du titre personnel de baronne par le roi Albert II en 2007.

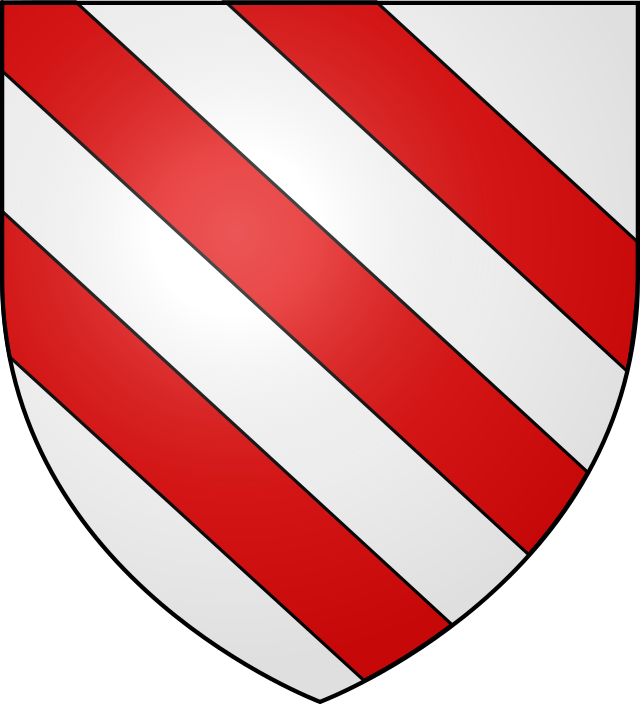
Armes du baron de Barsy.

- 1981: Chevalier de l'Ordre du Saint-Sépulcre, il recevra le titre de Commandeur en 1984.
- 1995: Commandeur de l'ordre de la Couronne
- 1996: Chevalier de Grâce Magistrale de l'Ordre de Malte
- 2004: Médaille de première classe (le 15 novembre)
- 2006: Grand officier  de l'ordre de la Couronne
- 2010: Grand officier  de l'ordre de Léopold par arrêté royal le 25 février 2010[9]
- 2013: Croix de Commandeur de l'Ordre Pro Merito Melitensis
- 2015: Prix « Luc van Calster » pour la réadaptation